# Hoher Kasten (bergstopp i Österrike)
Hoher Kasten är en bergstopp i Österrike.   Den ligger i distriktet Lienz och förbundslandet Tyrolen, i den centrala delen av landet, 300 km väster om huvudstaden Wien. Toppen på Hoher Kasten är 3 192 meter över havet, eller 78 meter över den omgivande terrängen. Bredden vid basen är 0,22 km.
Terrängen runt Hoher Kasten är huvudsakligen bergig. Runt Hoher Kasten är det ganska glesbefolkat, med 26 invånare per kvadratkilometer.. Närmaste större samhälle är Matrei in Osttirol, 14,1 km sydväst om Hoher Kasten. 
Trakten runt Hoher Kasten består i huvudsak av gräsmarker.